# Monument du général Clarke
Le monument du général Clarke est le monument funéraire du maréchal Henri-Jacques-Guillaume Clarke, situé à Neuwiller-lès-Saverne, dans le département du Bas-Rhin. Le monument a été édifié en 1823, soit cinq ans après la mort du maréchal.
L'édifice fait l'objet d'un classement au titre des monuments historiques depuis le 6 novembre 1948.

## Localisation
Le monument est situé dans le cimetière catholique de Neuwiller-lès-Saverne, la ville d’adoption du maréchal où il s’était retiré et où il est décédé après une longue maladie. Le monument se trouve dans le carré des officiers où reposent d’autres généraux ou barons d’Empire comme le général Dorsner dont la tombe est surmontée d’un canon qui pointe étrangement vers le monument Clarke.

## Historique
Le monument n’a pu être érigé que cinq ans après l’enterrement du maréchal, à cause de difficultés financières. Il est réalisé par l’architecte Paul Thomas Bartholomé, architecte à l’Hôtel des Invalides. Le monument est convoyé de Paris à Neuwiller à l’aide d’un attelage de 24 chevaux pour être mis en place en été 1823.

## Architecture
Le monument est réalisé dans un bloc de marbre de Carrare, un matériau apprécié par le maréchal, posé sur des fondations en grès de Petersbach. Le socle du monument comporte 4 faces représentant:
- Un portrait en bas-relief du maréchal
- Une épitaphe énumérant ses titres et fonctions
- Ses armoiries
- Un texte d’hommage de sa veuve, ses enfants et son ami sir Simon Houghton Clarke.

Le socle est surmonté d’une colonne de plusieurs mètres.

## Galerie d’images

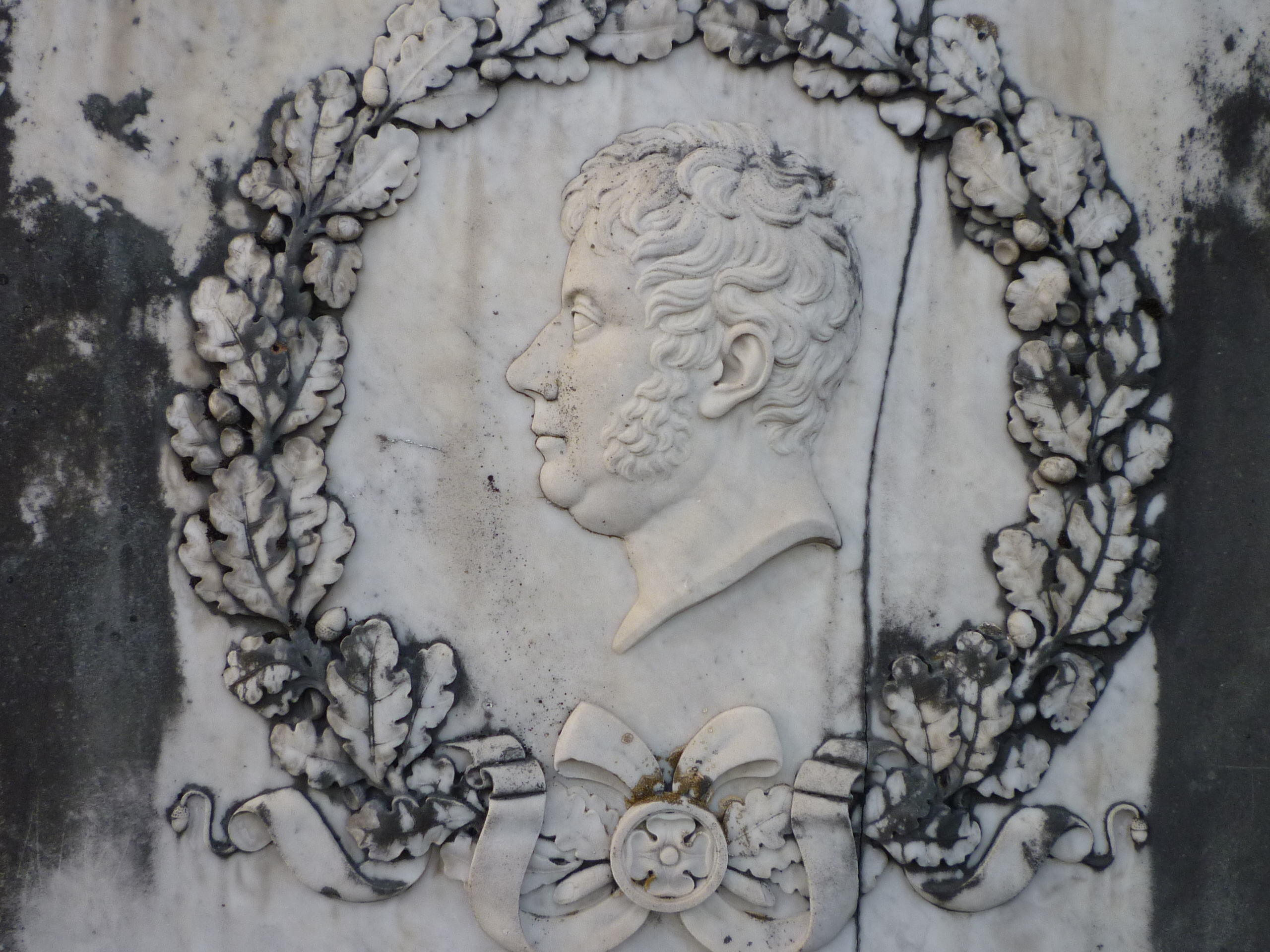
Portrait.
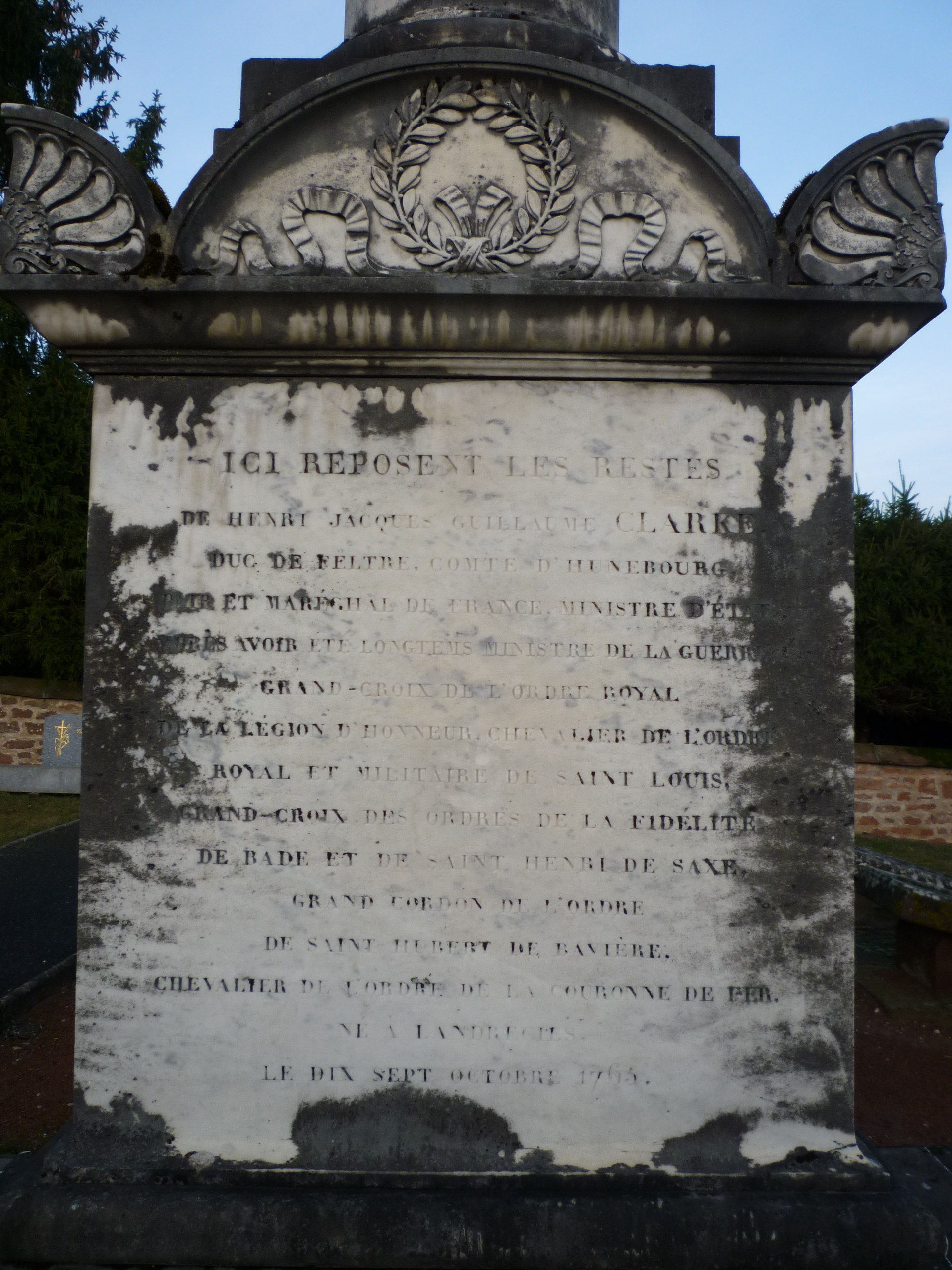
Épitaphe.
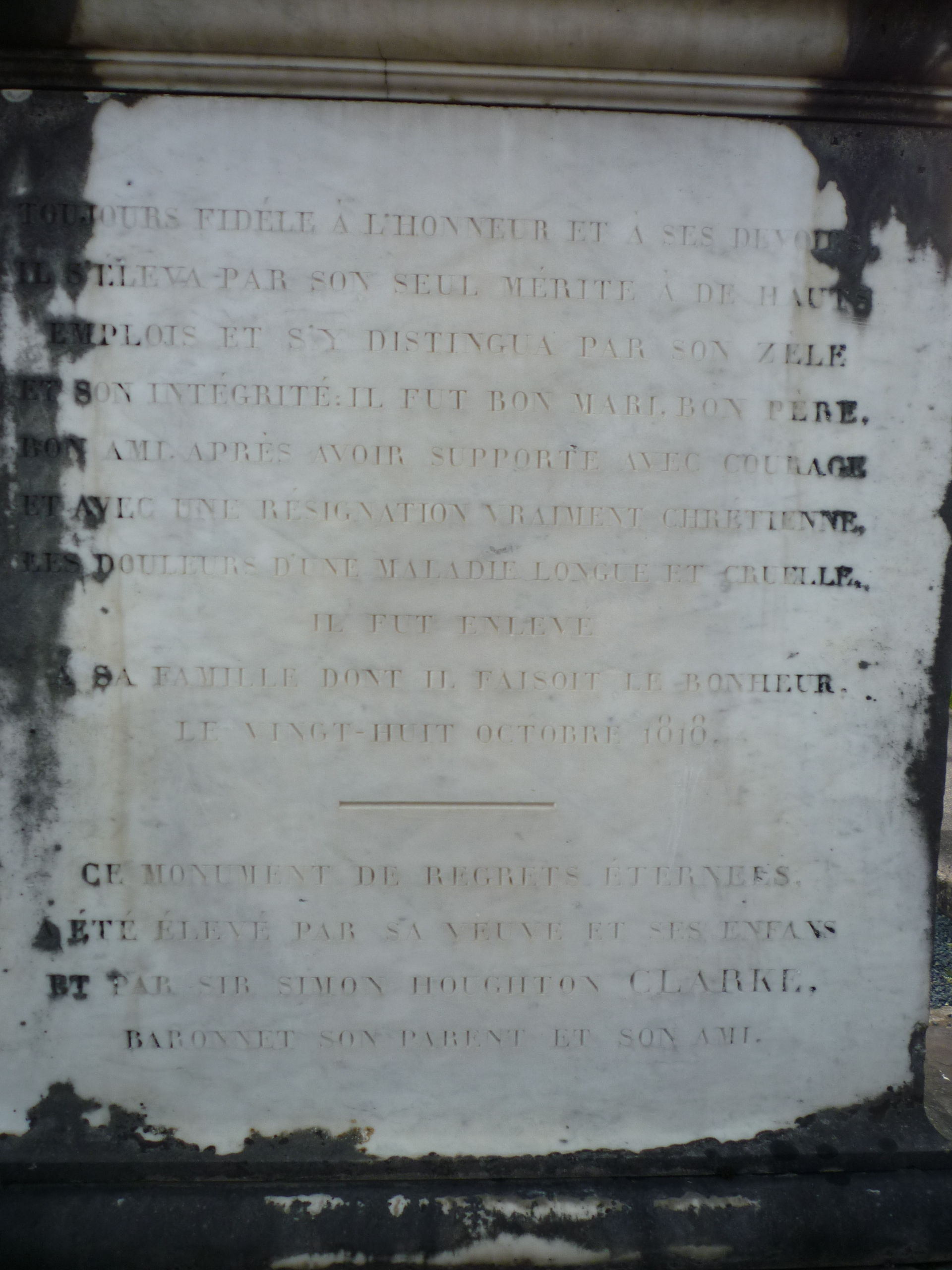
Texte d’hommage.
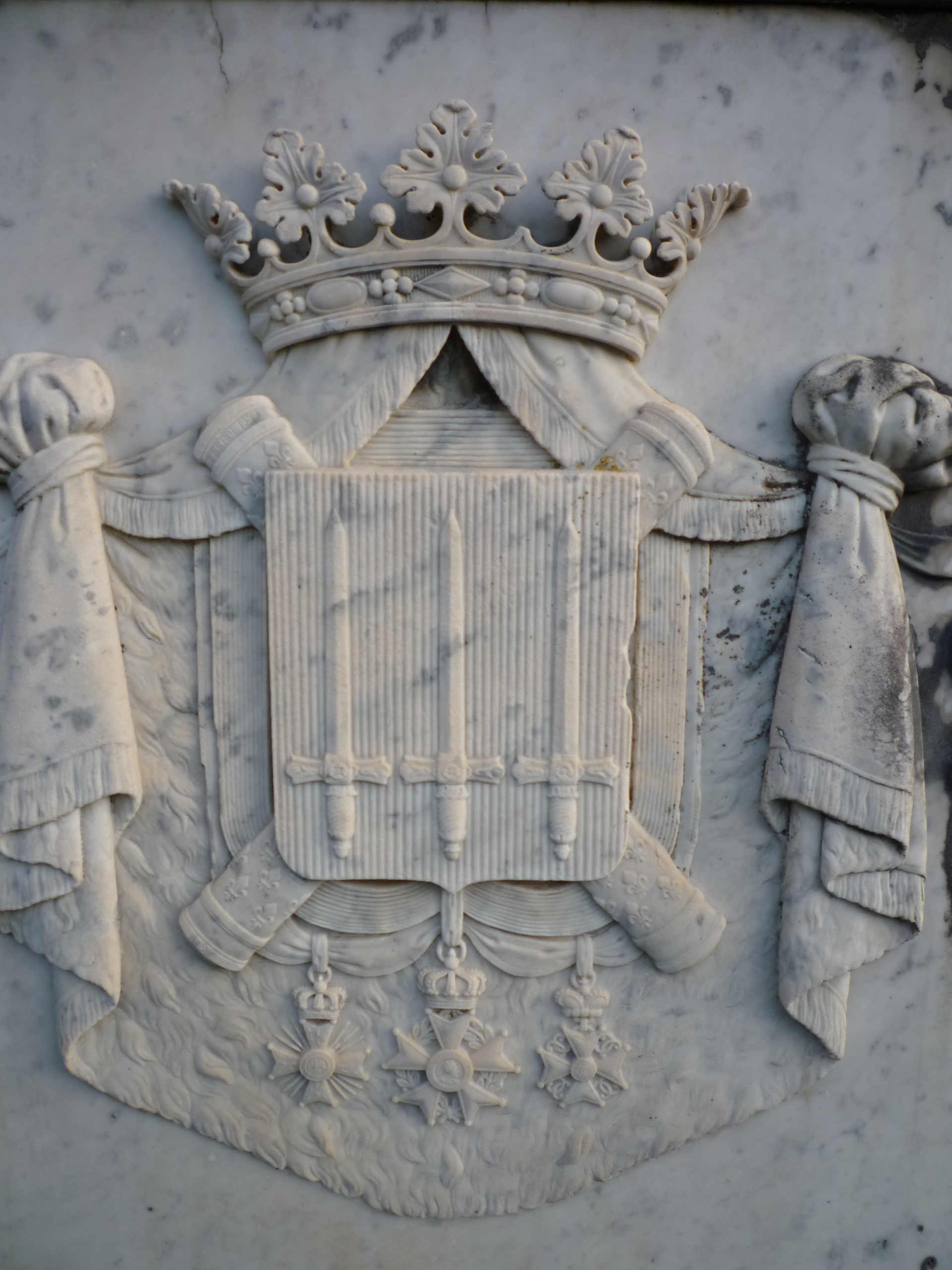
Armoiries.